# Arthur Nath
Arthur Adriano Nath (São Leopoldo, 30 de outubro de 1999) é um jogador de voleibol brasileiro que atua na posição de ponteiro.

## Carreira

### Clube
Formado nas categorias de base do Sinodal, de São Leopoldo, o ponteiro foi relevado pelas categorias de base do Suzano Vôlei. Em 2017, o atleta foi contrato pelo Vôlei Canoas para disputar a Superliga na temporada 2017–18.
Após jogar a temporada 2018–19 pelo Corinthians-Guarulhos, o ponteiro foi contrato pelo Sesc RJ. Com o time carioca, o gaúcho conquistou um título do Campeonato Carioca, um terceiro lugar na Copa do Brasil e terceiro lugar na Copa Libertadores, todos na temporada 2019–20.
Em 2021, o ponteiro assinou seu primeiro contrato com um time do exterior, o SVG Lüneburg, time da primeira divisão do Campeonato Alemão. Com o clube da cidade de Luneburgo, Nath conquistou o vice-campeonato da Copa da Alemanha de 2021–22 ao ser superado pelo VfB Friedrichshafen, pelo placar de 3 sets a 1.
Para a temporada seguinte, Arthur permaneceu em solo europeu, porém desembarcou no campeonato austríaco após fechar com o Hypo Tirol Innsbruck. Em sua temporada de estreia, conquistou os títulos da Liga Austríaca e da Copa Austríaca.

### Seleção
Nath integrou a seleção brasileira sub-19 e conquistou a medalha de prata no Campeonato Sul-Americano Sub-19 de 2016. No ano seguinte, terminou na oitava posição no Campeonato Mundial Sub-19 após ser derrotado nas quartas de final pela seleção iraniana.

## Títulos
Hypo Tirol
- Campeonato Austríaco: 2022–23
- Copa Austríaca: 2022–23

## Clubes
| Anos      | Clube                      |
| --------- | -------------------------- |
| 2016–2017 | Suzano Vôlei               |
| 2017–2018 | Vôlei Canoas               |
| 2018–2019 | Corinthians-Guarulhos      |
| 2019–2020 | Sesc RJ                    |
| 2020–2021 | Azulim/Gabarito/Uberlândia |
| 2021–2022 | SVG Lüneburg               |
| 2022–     | Hypo Tirol Innsbruck       |